# Calbuco (wulkan)
Calbuco – stratowulkan na południu Chile położony na południowy wschód od jeziora Llanquihue i na północny zachód od jeziora Chapo w regionie Los Lagos. Wulkan i otaczający go obszar jest częścią rezerwatu Llanquihue. Jest często wybuchającym wulkanem andezytowym, którego lawa zawiera zwykle 55-60% SiO2. W późnym plejstocenie uległ zapadnięciu, a osuwisko z jego szczątków dotarło do jeziora.

## Aktywność wulkaniczna
Calbuco przeżył co najmniej 10 erupcji od roku 1837. Ostatnia, która miała miejsce 22.04.2015, była pierwszą od 1972 r. Jedna z największych erupcji w południowym Chile w czasach historycznych miała miejsce w latach 1893–1894. Gwałtowne erupcje wyrzucały trzydziestocentymetrowe bomby na odległość do 8 km od krateru. Towarzyszyły im potężne, gorące lahary. Potężne wybuchy wydarzyły się w kwietniu 1917 i utworzyły kopułę wulkaniczną oraz gorące lahary. Inna krótka, wybuchowa erupcja zdarzyła się w styczniu 1929 r., a towarzyszyła jej lawina piroklastyczna oraz wypływ lawy. Olbrzymia erupcja Calbuco w 1961 wysłała w niebo słup popiołów na wysokość 12–15 km, który przemieścił się głównie na południowy wschód. Zaobserwowano również 2 potoki lawy. Potem była mniejsza, czterogodzinna erupcja 26.8.1972. Silną aktywność fumaroli w głównym kraterze zaobserwowano 12 sierpnia 1996.
Wybuch wulkanu Calbuco 22 kwietnia 2015 spowodował ograniczenia w ruchu lotniczym i ewakuację okolicznych terenów. Zaobserwowano wpłynięcie potoku lawy do jeziora Chapo. Rząd chilijski, zmagający się w ostatnich miesiącach z dwoma wielkimi katastrofami naturalnymi – pożarem w Valparaiso i powodziami na północy kraju, ogłosił tego samego dnia stan kryzysowy. Generał lotnictwa Jorge Gebauer Bittner został powołany na szefa obrony w strefie dotkniętej katastrofą, a od 23 kwietnia 2015 rozpoczęto intensywną akcję ratowniczą.

## Galeria

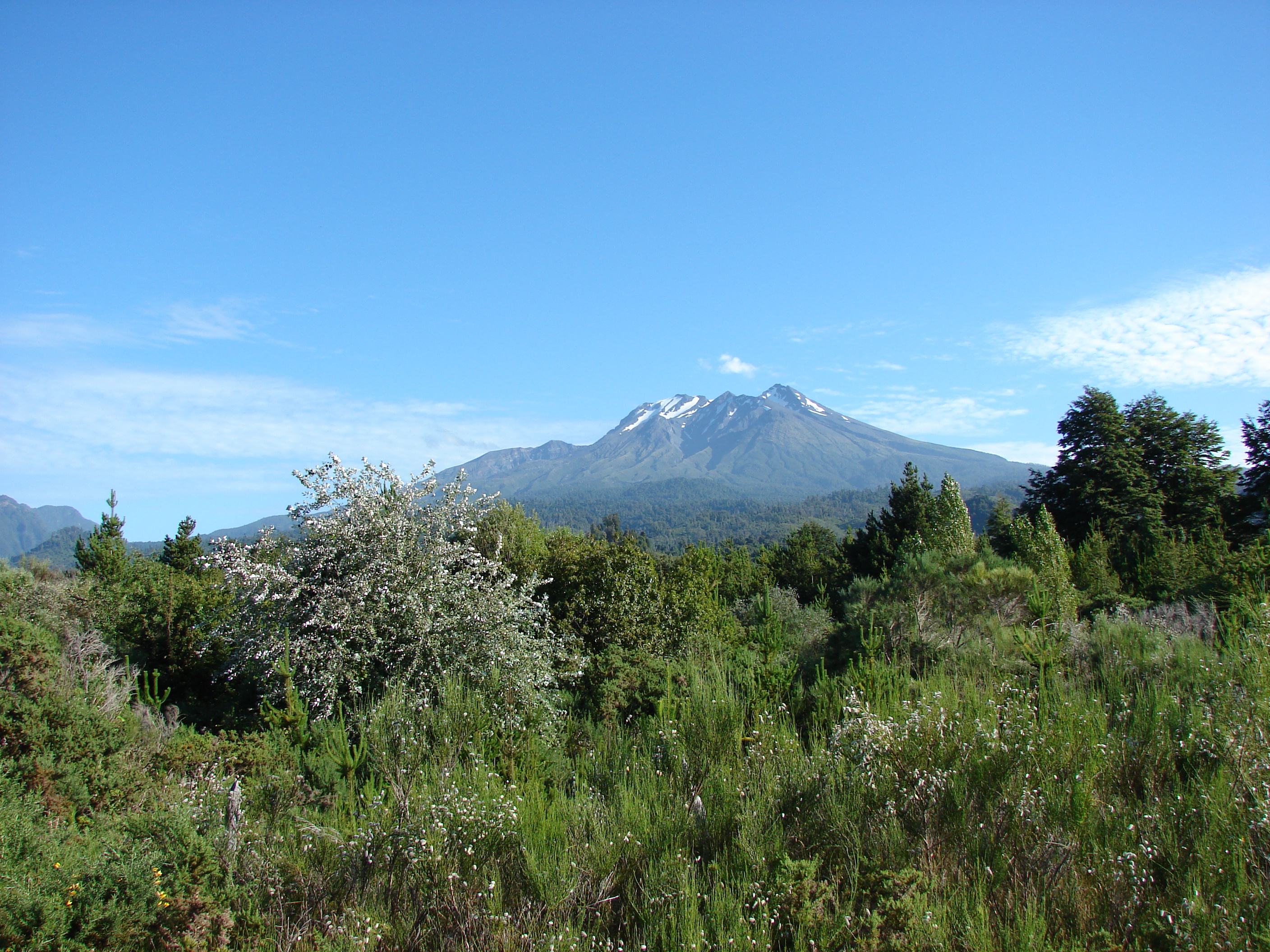
Widok na wulkan Calbuco z drogi 225 na brzegu jeziora Llanquihue (11.02.2010)
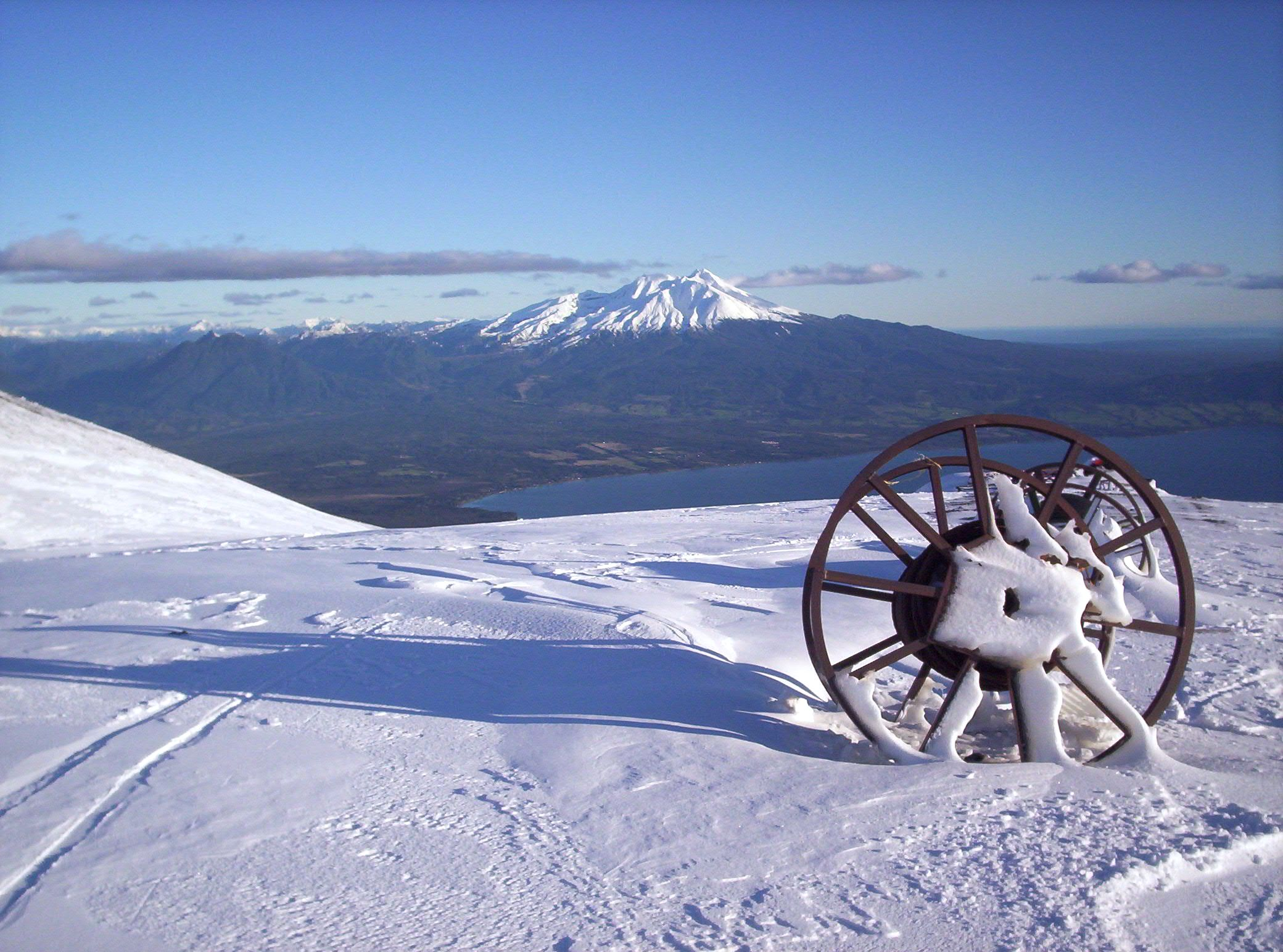
Z wulkanu Osorno (28.07.2006)
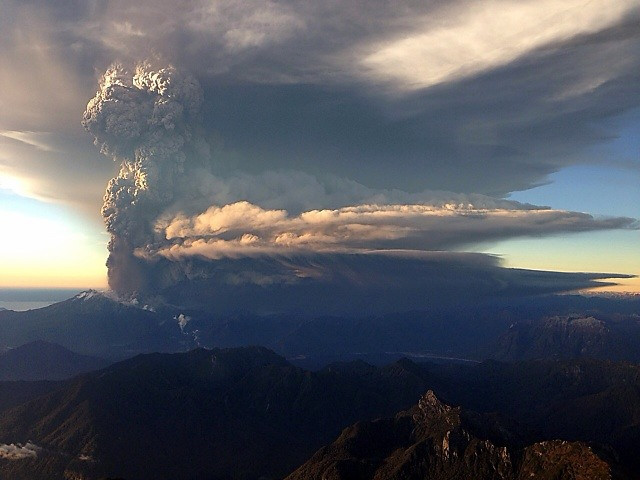
Erupcja Calbuco
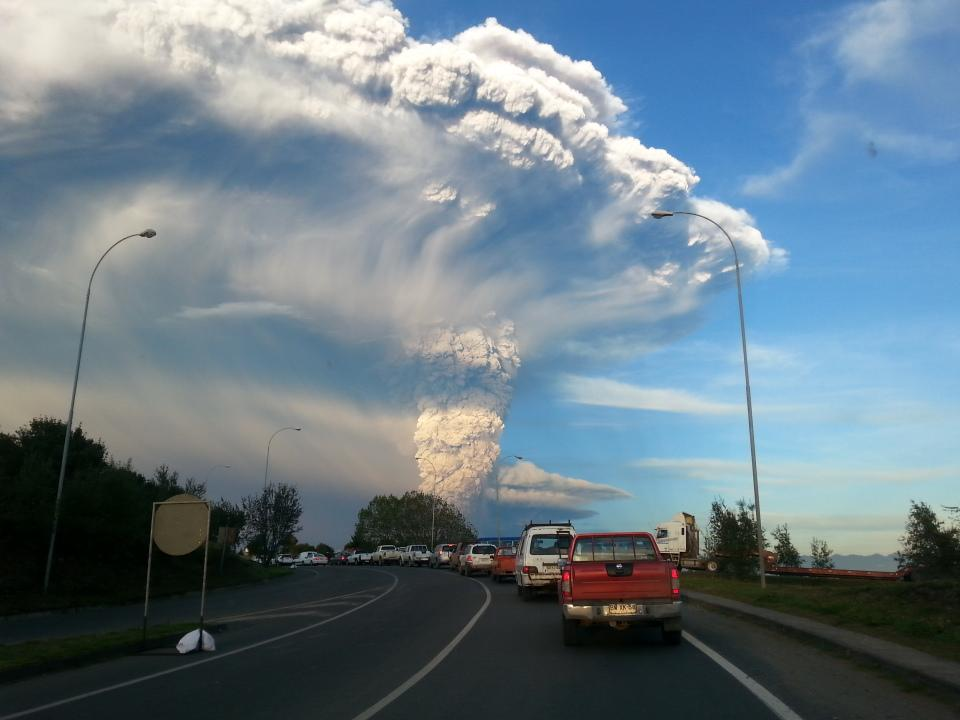
Słup dymu widoczny z Puerto Varas
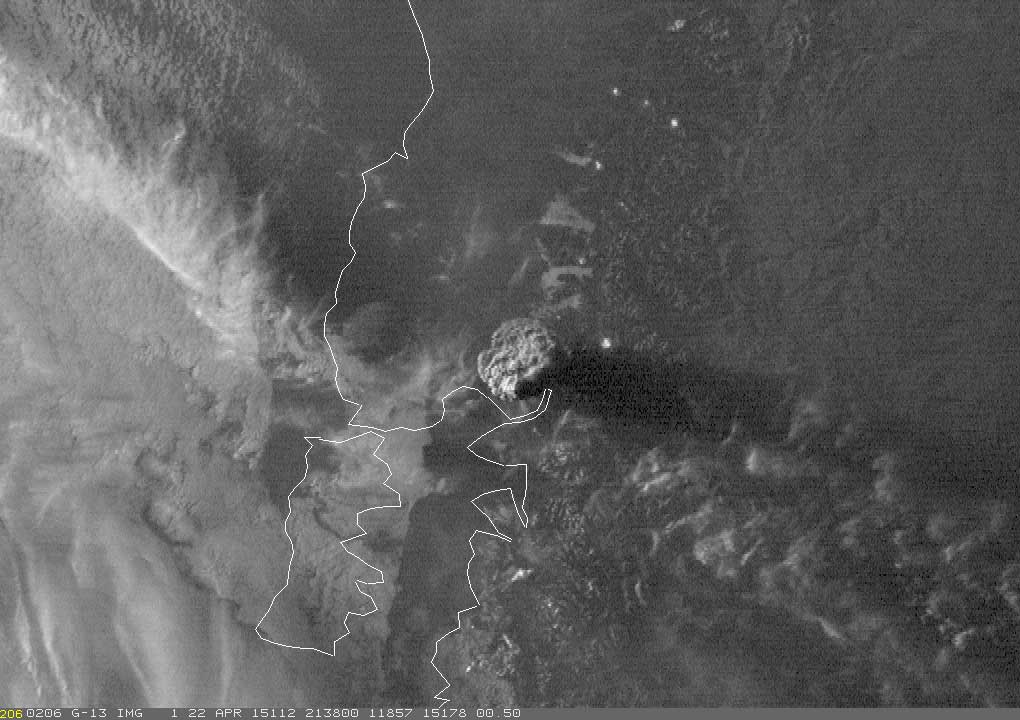
Zdjęcie z satelity GOES-13
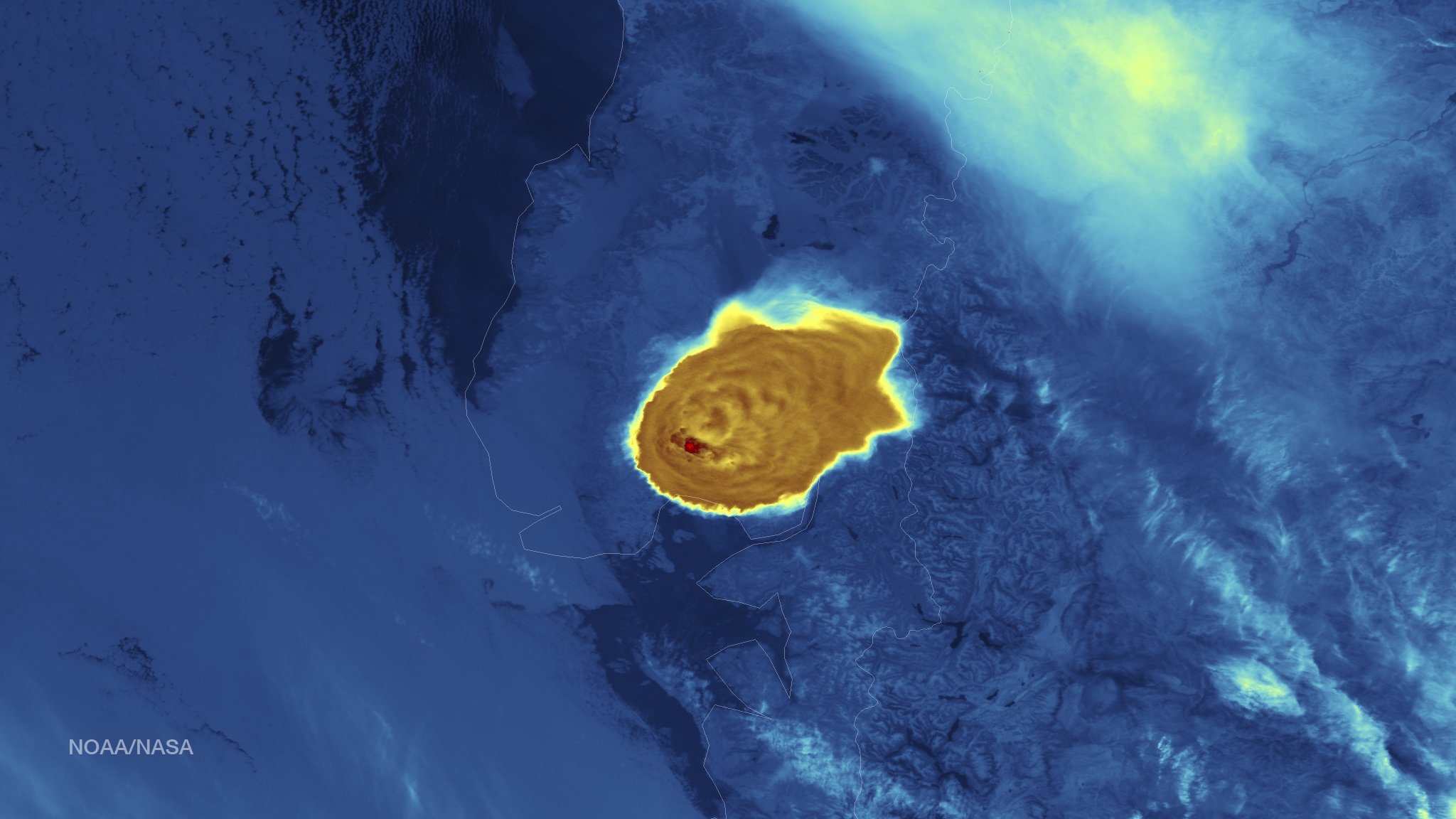
Zdjęcie w podczerwieni z satelity Suomi NPP